# K-Electric F.C.
K-Electric Football Club – pakistański klub piłkarski z siedzibą w Karaczi, na co dzień występujący w rozgrywkach Pakistan Premier League. Na swoim koncie ma jedno Mistrzostwo Pakistanu zdobyte w sezonie 2014/15. K-Electric wraz z KPT i Karachi United są największymi klubami piłkarskimi z Karaczi.
Założony w 1913 klub, wywalczył awans do najwyższej klasy rozgrywkowej w Pakistanie w 2005, gdy w decydującym meczu pokonał Pakistan Railways. Klub zdobył tytuł mistrzowski w sezonie 2014/15, wcześniej dwa sezony z rzędu będąc wicemistrzami kraju.

## Sukcesy
- Mistrzostwo Pakistanu: (1×)
  - 2014/15

## Obecny skład
Stan na 2 listopada 2018
| Nr | Poz. | Piłkarz                   |
| -- | ---- | ------------------------- |
| 1  | BR   | Jahangir Khan             |
| 2  | OB   | Umar Farooq               |
| 3  | OB   | Hayat Ullaр               |
| 4  | OB   | Waseem Shahzad            |
| 5  | PO   | Aurangzeb Baloch          |
| 6  | OB   | Wali Khan                 |
| 7  | NA   | Abdul Rehman              |
| 8  | PO   | Muhammad Mossa            |
| 9  | NA   | Muhammad Rasool (kapitan) |
| 10 | PO   | Muhammad Riaz             |
| 11 | NA   | Murtaza Hussain           |
| 13 | PO   | Muhammad Dawood           |

| Nr | Poz. | Piłkarz           |
| -- | ---- | ----------------- |
| 14 | OB   | Ali Khan Niazi    |
| 15 | NA   | Noman             |
| 16 | PO   | Abid Ghafoor      |
| 19 | OB   | Akbar Ali         |
| 21 | NA   | Abayomi Wilson    |
| 22 | PO   | Jalil Ahmed       |
| 24 | BR   | Ghulam Nabi       |
| 25 | OB   | Muhammad Ali      |
| 27 | NA   | Muhammad Yaqoob   |
| –  | BR   | Orangzaib Shahmir |
| –  | PO   | Zain Ul Abideen   |
| –  | PO   | Aftab             |

## Sztab szkoleniowy
| Funkcja          | Imię i nazwisko |
| ---------------- | --------------- |
| Trener           | Hassan Baloch   |
| Asystent trenera | Muhammad Essa   |
| Asystent trenera | Akbar Ali       |